# Torbjorn Sveinsson
Torbjorn Sveinsson, död 1677, var en islänning som blev avrättad för trolldom. 
Mellan 1604 och 1720 förekom 120 häxprocesser på Island, med 22 avrättningar mellan 1625 och 1683, de flesta i Västfjordarna.
Torbjorn Sveinsson kom från Myrarsysla. Han var ett brottsling som tidigare hade blivit brännmärkt och piskad för stöld. Han greps med tre trolldomsböcker och flera trollkonstobjekt i sin ägo. Han bekände att han hade utövat trolldom för att lugna sina får. 
Han brändes vid Tingvellir samtidigt som Bjarni Bjarnason från Breiddalur vid Onundarfjordur, som dömdes för att ha förtrollat Bjani Jonssons hustru till döds. 